# Sundoro
Sundoro je v současnosti nečinná sopka na indonéském ostrově Jáva, asi 8 km severozápadně od stratovulkánu Sumbing. Masiv má tvar symetrického kužele a byl poměrně aktivní na přelomu 19. a 20. století. Na konci roku 1906 se Sundoro odmlčela a období klidu jednorázově přerušila v roce 1971. Většina erupcí byla středně silného charakteru, přičemž se soustředily na vrcholový kráter, popřípadě parazitické krátery nacházející se na severozápadním až jižním svahu.